# Piotr Firlej (wojewoda ruski)

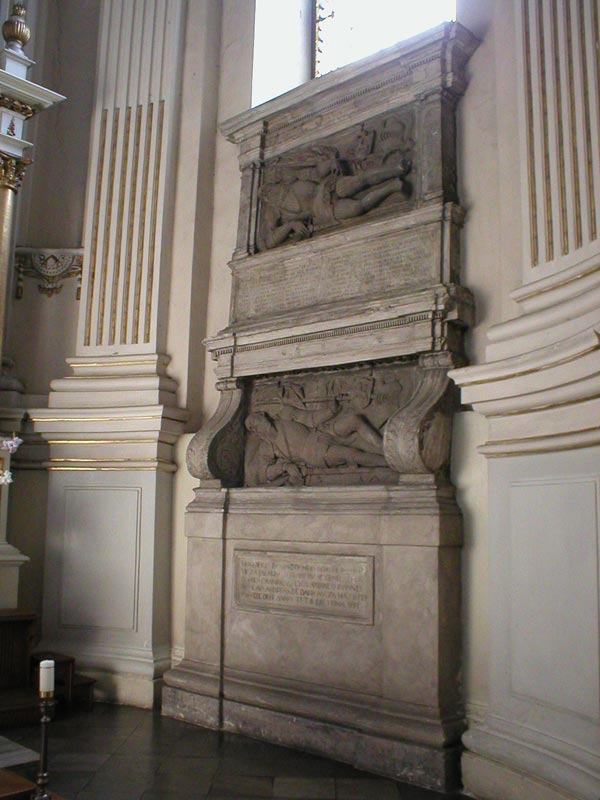
Nagrobek Mikołaja i Piotra Firleja w kościele dominikanów w Lublinie

Piotr Firlej herbu Lewart (ur. 1496/1497, zm. 1 września 1553) – polski magnat, dworzanin królewski, kasztelan chełmski (1527), starosta: lubelski, radomski, kazimierski.

## Życiorys
Syn Mikołaja Firleja i Anny Mieleckiej herbu Gryf. 
W czasie wojny z Moskwą 8 września 1514 brał udział w bitwie pod Orszą. Był doradcą królowej Bony, a następnie Zygmunta Augusta. W październiku 1535 mianowany kasztelanem bieckim, a miesiąc później został kasztelanem wiślickim. Został też w 1537 wojewodą lubelskim (1538) i był nim do 1545, kiedy po śmierci Stanisława Odrowąża ze Sprowy, w 1545 otrzymał godność wojewody ruskiego. Wcześniej był kasztelanem chełmskim (1527).  W latach 1551–1552 brał udział w zwalczaniu buntów przeciwko Koronie w Prusach.
W 1532 wziął w dzierżawę starostwo radomskie i zatrzymał je do śmierci. Dzierżawił też starostwo kazimierskie. Był też starostą lubelskim.
Ufundował Janowiec (na gruntach wsi Serokomla) i Lewartów (dziś: Lubartów), gdzie pobudował zamki. Był właścicielem Odrzykonia, Komborni, Korczyny.
Zmarł 1 września 1553 w wieku 56 lat.

## Życie prywatne
Był żonaty z Katarzyną Tęczyńską herbu Topór. Miał z nią dzieci, którymi były: 
- Jan Firlej
- Mikołaj Firlej
- Andrzej Firlej
- Anna Firlej – żona Adama Walewskiego
- Jadwiga Firlej – żona Stanisława Niemira Grzymalicza z Ostromięczyna
- Barbara Firlej – żona Stanisława Stadnickiego h. Szreniawa ze Żmigrodu